# Realgymnasium (Eilenburg)
Das Realgymnasium ist ein Schulgebäude in Eilenburg. Das 1906 fertiggestellte Bauwerk war das erste Werk Otto Lemkes in Eilenburg und vereint Gestaltungselemente des Jugendstils und der Reformarchitektur. Bis 2013 war das Gebäude die Heimstatt des Martin-Rinckart-Gymnasiums und seiner Vorgänger. Heute befinden sich dort unter anderem der Sitz der Volkshochschule Nordsachsen, eine Außenstelle des Medienpädagogischen Zentrums (MPZ) Nordsachsen und die Außenstelle einer Förderschule. Aufgrund seiner bau- und ortsgeschichtlichen Bedeutung und seines Stadtbild prägenden Charakters ist das Realgymnasium ein eingetragenes Kulturdenkmal in der Denkmalliste des Landesamtes für Denkmalpflege Sachsen.

## Lage

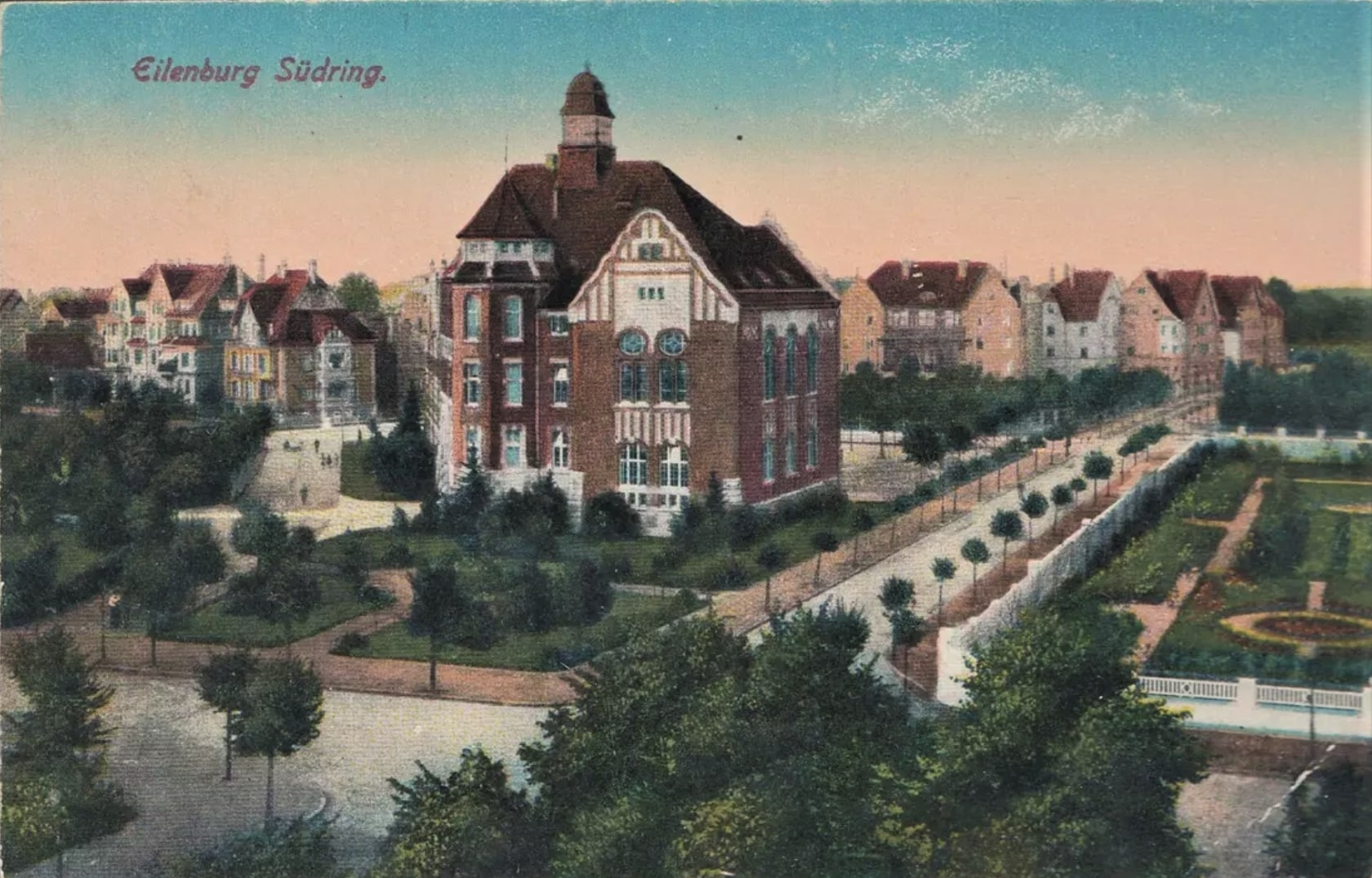
Das Realgymnasium im städtebaulichen Kontext am Südring (Ansichtskarte um 1910)

Das Realgymnasium mit der Anschrift Dr.-Külz-Ring 9 liegt im Eilenburger Stadtteil Mitte im Karree der Straßen Dr.-Külz-Ring, Röberstraße, Wilhelm-Raabe-Straße und Gustav-Raute-Straße. Das Grundstück liegt südöstlich der Altstadt unmittelbar vor der ehemaligen Stadtmauer, die 1820 niedergerissen wurde. Der heutige Dr.-Külz-Ring markiert den Verlauf eines Abschnitts der Stadtbefestigung. Teil dieser Befestigung war ein Damm, der die Altstadt vor dem Hochwasser der Mulde schützen sollte, weswegen die Straße ursprünglich den Namen Dammstraße trug. Durch den Bau eines neuen Deiches im Verlauf der heutigen Friedrich-Ebert-Straße um die Jahrhundertwende konnte das Gelände als Bauland der Muldenaue abgetrotzt werden. Der Name der Straße wechselte noch mehrfach in Südpromenade (1906), Südring (1933), Hermann-Göring-Ring (nach 1933) und Südring (1945), bis 1950 die heutige Bezeichnung vergeben wurde.
Das Gymnasiumsgebäude ist eingebettet in eine kleine Parkanlage, die zwischen 1898 und 1906 angelegt wurde. Hier befinden sich als geschützte Naturdenkmale ein Tulpenbaum, zwei Blutbuchen und ein Findling sowie als Kulturdenkmal das von Victor Seifert geschaffene Franz-Abt-Denkmal (1913). Das Umfeld der Schule ist hauptsächlich von Wohn- und Infrastrukturbauten geprägt. Südlich befindet sich eine aufgelockerte Bebauung aus mehreren Villen, unter anderem die Villen des ehemaligen Offizierskasinos und der Reichsbank. Südöstlich und östlich befinden sich weitere denkmalgeschützte Mietvillen, etwa das Röberstift, sowie eine kompaktere Mietshaussiedlung aus den 1920er-Jahren. Repräsentative Wohnbauten schließen sich auf dem nördlich gegenüberliegenden Baufeld an. Ebenfalls nördlich liegt das heutige Polizeirevier, dessen Gebäude bis zur Eröffnung des Realgymnasiums als Höhere Schule genutzt wurde. Nordwestlich und westlich beginnt die Altstadt mit einer heterogenen Bebauung bestehend aus Resten der alten Bebauung, DDR-Wohnblöcken der 1960er-Jahre und Wohnhäusern der Nachwendezeit. Westlich im Verlauf des Dr.-Külz-Rings liegen Wohnbauten der Gründerzeit sowie Wohnblöcke aus der DDR-Zeit, etwa an den früheren Standorten der Stadtschule und des Kornhauses.

## Geschichte

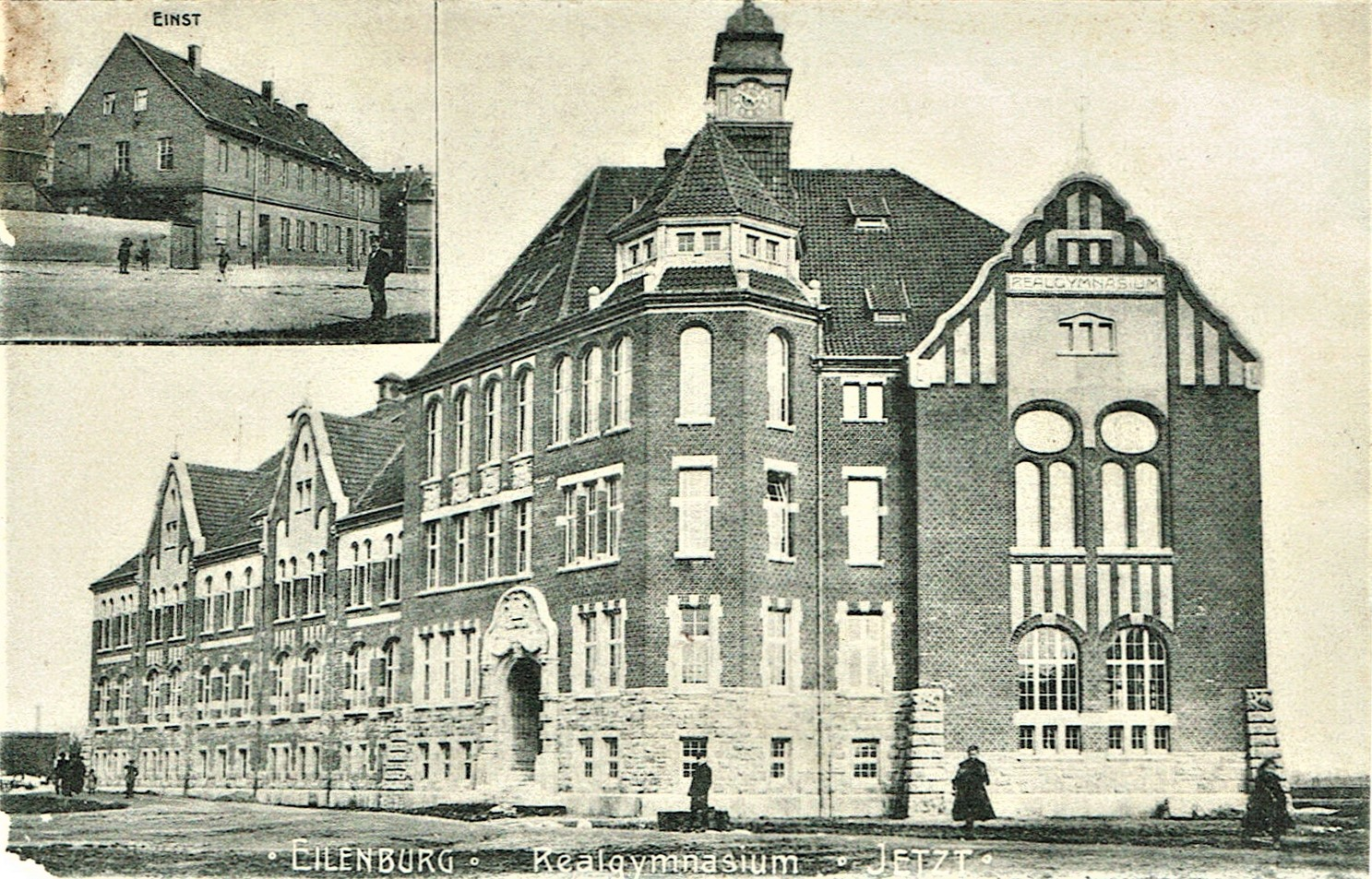
Das Realgymnasium unmittelbar nach seiner Eröffnung (1906) sowie das Vorgängergebäude (kleines Bild)

Um das Jahr 1900 stieß das bestehende Realprogymnasium an seine Kapazitätsgrenzen. Gleichzeitig strebten die Stadtväter danach, die Schule zu einem vollwertigen Realgymnasium mit Oberstufe zu entwickeln. Die am 24. Januar 1904 ausgesprochene Genehmigung des preußischen Ministeriums der geistlichen, Unterrichts- und Medizinalangelegenheiten war allerdings an die Bedingung geknüpft, einen Neubau zu errichten. Damit wurde der ursprüngliche Plan, das Bestandsgebäude zu erweitern, verworfen. Die eigens eingesetzte Baudeputation wählte als Bauplatz für den Neubau ein städtisches Grundstück südöstlich der Altstadt an der in Entstehung begriffenen Südpromenade. Der Entwurf für das Schulhaus stammte von Stadtbaurat Otto Lemke, der auch für die Bauausführung verantwortlich zeichnete. Für Lemke, der am 1. März 1904 seinen Dienst in Eilenburg antrat, war es das erste Projekt in der Stadt. Die Baukosten wurden mit 250.000 Mark veranschlagt.

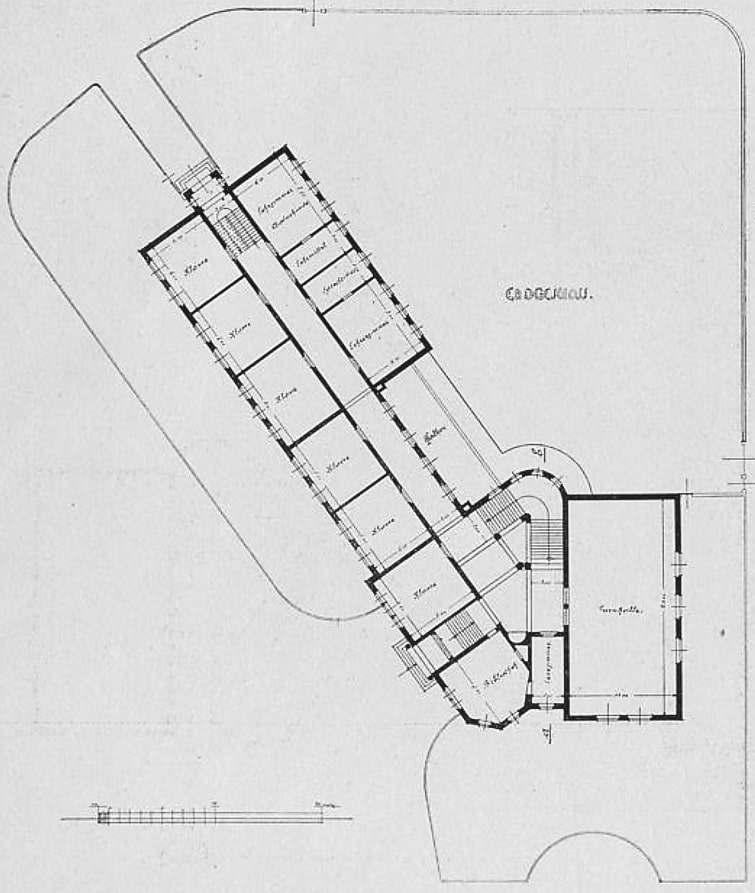
Grundriss vom Erdgeschoss (1906)

Der gewählte Bauplatz im ehemaligen Überschwemmungsgebiet erwies sich aufgrund des schlechten Baugrundes und wegen Grundwasserandrangs als schwierig. Zunächst wurde das Gelände mit Kies aus der Mulde erhöht. Die Gründung erfolgte in fünf Metern Tiefe mit Zementbeton und darüber Kalkzementbeton. Darauf lagen die Grundmauern aus Bruchsteinmauerwerk. Nachdem sich 1905 ein gewisser Verzug in der Bauausführung eingestellt hatte, wurden die Bauarbeiten beschleunigt. Ostern 1906 konnte das Schulgebäude termingerecht und unter Einhaltung des Budgets seiner Bestimmung übergeben werden. Bei der zweitägigen Eröffnungsfeier war neben weiteren Ehrengästen Graf Richard zu Eulenburg als Vertreter des Eilenburger Adelsgeschlechts derer zu Eulenburg geladen. Nach seiner Festansprache übergab Bürgermeister Alfred Belian das Schulhaus an Direktor Paul Redlich, der vom Magistrat einstimmig gewählt worden war. Zur Eröffnung erreichten das Gymnasium zahlreiche Schenkungen, unter anderem ein lebensgroßes Ölgemälde Friedrich Ludwig Jahns für die Turnhalle und ein Bild Kaiser Wilhelms II. für das Rektorenzimmer. Nach der Fertigstellung besuchten Baukommissionen aus anderen Städten, so aus Erfurt und aus Hirschberg den Schulhausbau.
Im Sommer 1909 tagte die Provinzial-Versammlung des Gustav-Adolf-Vereins im Realgymnasium. Im Schuljahr 1910/11 erfolgte der Anschluss an das Telefonnetz und an das städtische Elektrizitätswerk. In den Jahren 1924 bis 1932 fand eine sukzessive innere Renovierung des gesamten Schulhauses statt.
Zum Ende des Zweiten Weltkriegs waren im April 1945 Militär und Teile der Militärverwaltung im Gebäude untergebracht. Obwohl das Hissen weißer Flaggen mit der Todesstrafe bewehrt war, wurden für eine eventuelle Kapitulation solche Fahnen in der Schule genäht und im Glockenturm sowie im Rathaus deponiert. Sie kamen jedoch nicht zum Einsatz. Während der mehrtägigen schweren Artillerie-Angriffe erlitt das Realgymnasium im Gegensatz zur Altstadt nur geringen Schaden. Eine Granate traf die südwestliche Ecke der Aula, wobei ein Granatsplitter das Monumentalgemälde von Adolf Schlabitz beschädigte. Da das Eilenburger Rathaus völlig zerstört war, nutzte bis 1949 die Stadtverwaltung das Realgymnasium. Nach einer Renovierung bis 1951 bezog die nun Oberschule genannte Schulanstalt wieder das Gebäude.
1992 wurde die bestehende Kohleheizung gegen eine Ölheizung ausgetauscht. In den Jahren 1993 und 1994 erfolgte eine umfassende Sanierung des Schulhauses. Nachdem 2013 das Martin-Rinckart-Gymnasium aus dem Stammhaus ausgezogen war und im Schulhaus Hochhausstraße in Eilenburg-Ost zusammengeführt wurde, bezog die Volkshochschule Nordsachsen Teile des Hauses und verlagerte ihren Sitz dorthin. Seit 2020 ist die Grundstufe des Förderzentrums Schule am Bürgergarten im Gebäude beheimatet. Weitere Nutzer sind das Medienpädagogische Zentrum (MPZ) Nordsachsen, eine Suchtberatungsstelle, der Musikverein Eilenburg, der Rehasportverein, der Fanfarenzug Eilenburg, der Volkschor, das Laientheater und die Kreismusikschule. Seit 1996 ist die Aula des Gymnasiums Veranstaltungsort der klassischen Konzertreihe Stunde der Musik.

## Baubeschreibung
Das Schulgebäude ist ein freistehendes mächtiges Bauwerk aus roten Klinkern, gestaltet unter reichhaltigem Einsatz von Kalkstein. Das auf einem abgewinkelten Grundriss errichtete Schulhaus besteht aus drei Gebäudeteilen. Der Südflügel mit Turnhalle und Aula und der lang gestreckte Nordostflügel, in dem die Klassenzimmer untergebracht sind, liegen in einem stumpfen Winkel zueinander. Sie werden verbunden durch einen keilartigen Mittelbau, der unter anderem das Treppenhaus, den Singe- und den Zeichensaal aufnimmt. Während der Mittelbau dreigeschossig ausgeführt ist, sind die beiden Seitenflügel zweigeschossig, wobei im Südflügel die beiden Stockwerke für Turnhalle und Aula in der Höhenausdehnung jeweils anderthalb Geschossen entsprechen. Der Nordostflügel gewinnt durch zwei parkseitig gelegene Risalite, die jeweils mit einem Zwerchhaus im Dach aufgehen, optisch an Höhe. Die Zwerchhäuser und der Südflügel weisen Schweifgiebel auf.

### Portal

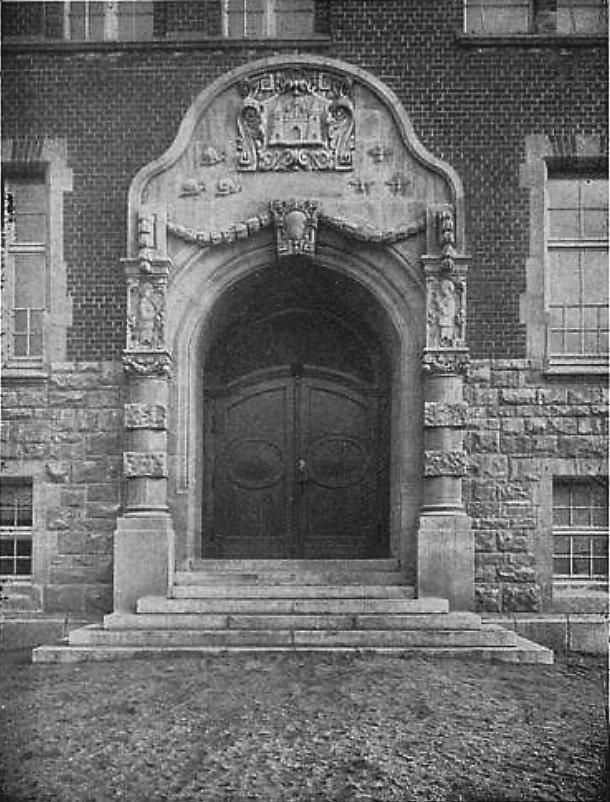
Das Hauptportal 1906 …
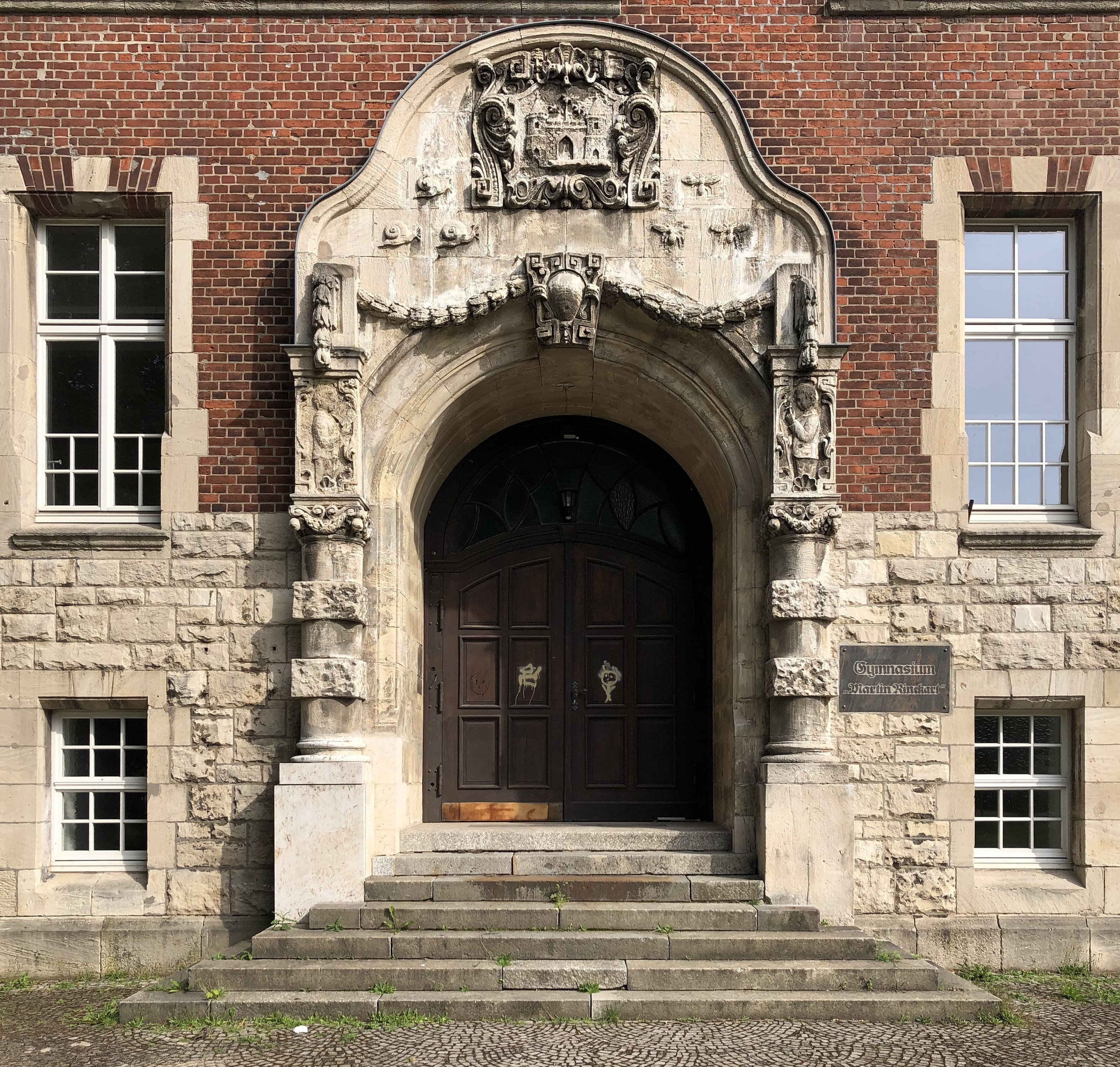
… und 2009
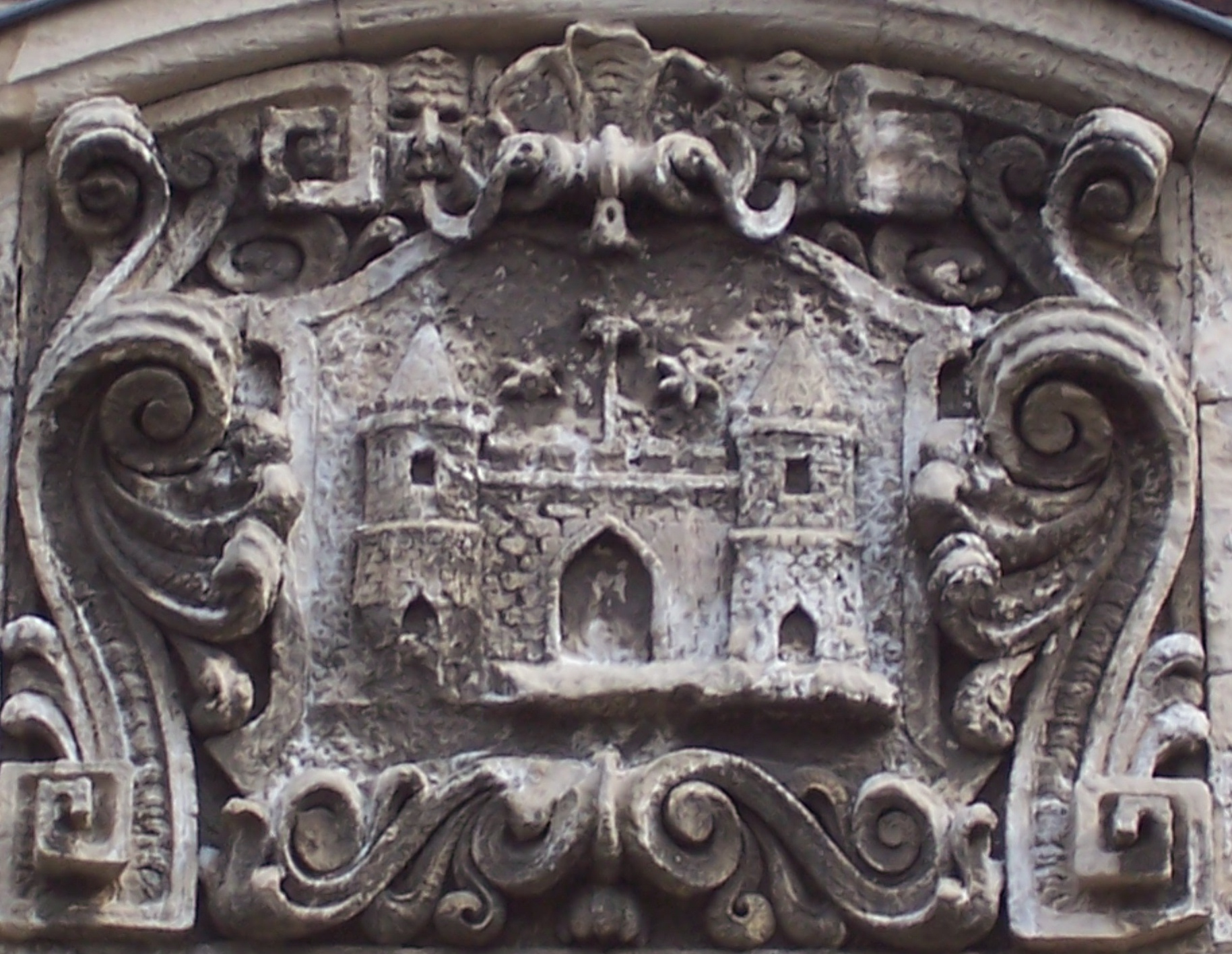
Detail Stadtwappen (2009)

Der reich ausgestaltete Haupteingang befindet sich an der Nordwestseite im Mittelbau und wird über eine Freitreppe aus Granitstein erreicht. Das große Rundbogenportal mit seinem kräftigen Kalksteingewände wird flankiert von zwei reich gegliederten Säulen, auf deren Kapitellen jeweils eine Knabendarstellung ruht. Die Darstellungen zeigen jeweils einen Jungen im Profil, links in einem Buch lesend und rechts einen Schmetterling betrachtend. Darüber befindet sich ein Feston, das ausgehend vom Schlussstein des Rundbogens beidseits über den Köpfen der Knaben zum Ruhen kommt. Unter dem geschwungenen Portalgiebel befindet sich – eingerahmt in Jugendstilornamentik – das Eilenburger Stadtwappen. Damit weist der Eingang als Wappenportal auf die Stadt Eilenburg als Auftraggeber des Bauwerks hin. Begleitet wird das Wappen von drei Schnecken links und drei Bienen rechts als Allegorien für Genügsamkeit bzw. Fleiß. Die heute vorhandene Tür und das Oberlicht sind historisierend, entsprechen aber nicht dem originalen Vorbild.
Ein weiterer Zugang besteht vom Ende des Nordostflügels, dessen Treppenhaus durch einen Risalit betont wird. Der dritte und heute hauptsächlich genutzte Eingang führt durch eine Rundbogentür vom Schulhof in den Mittelbau. Er befindet sich auf Ebene des Kellergeschosses und wird durch einen runden Risalit hervorgehoben. Links davon liegt auf gleicher Ebene der rundbogige separate Zugang zur Turnhalle. Weitere kleine Nebenzugänge führen in das Kellergeschoss, unter anderem in die ehemalige Hausmeisterwerkstatt.

### Fassade
Der Sockel des Schulgebäudes ist mit einer umlaufenden Kalkstein-Rustika abgesetzt, wobei die Gebäudeecken durch ein gröberes und stärker hervortretendes Bossenwerk betont werden. Für die Fassade kamen rote Klinker zur Anwendung. Die Giebel und die Straßenfassade des Südflügels weisen größere Putzflächen auf. Lisenen aus Klinkerstein sorgen an den Giebelseiten für eine vertikale Gliederung. Der Nordostflügel weist ein schmales Putzband zwischen den Fensterreihen von Erd- und Obergeschoss und ein breites bis in die obere Fensterreihe reichendes Putzband unterhalb der Traufe auf. Die Zwerchgiebel weisen Putzflächen mit einem aus Klinkern gestalteten Muster auf.
Die Fensterlandschaft ist sehr heterogen. Im Südflügel kamen für die Turnhalle breite Rundbogenfenster zur Ausführung. Die darüber liegende Aula erhält ihr Tageslicht über langgestreckte gekuppelte Rundbogenfenster mit jeweils darüber liegenden großen querovalen Ochsenaugenfenstern. Der Nordostflügel weist im Kellergeschoss Rechteckfenster mit Kalksteingewände, im Erdgeschoss breite Rundbogenfenster mit Schlusssteinen und Kämpfern aus Kalkstein und im ersten Obergeschoss Rundbogenfenster auf. Im Mittelbau sind Rechteckfenster mit Kalksteingewänden sowie im zweiten Obergeschoss für Singe- und Zeichensaal Rundbogenfenster eingebaut worden. Typisch für den Jugendstil herrscht an den Fenstern eine kleingliedrige Sprossenteilung vor. Die heutigen Fenster sind dabei dem historischen Vorbild nachempfundene Neueinbauten.

### Dach
Das profilierte Traufgesims ist in Kalkstein gehalten und zeigt im unteren Bereich eine grobe Oberfläche. Das Dach wird belebt durch mehrere Aufbauten. Die Ecksituation hin zum Park (westliche Gebäudeecke) ist mit einem oktogonalen Dachgeschoss und einem darauf aufgesetzten Zeltdach betont. Der Risalit des Hofeingangs schließt mit einem Kegeldach ab, der des nordwestlichen Eingangs mit einer achteckigen Kuppel. Auf dem First erhebt sich als Dachreiter ein quadratischer Glocken- und Uhrenturm mit einem geschwungenen Mansardzeltdach. Hinzu kommen mehrere kleine Schleppgauben.

### Innenraum

#### Turnhalle

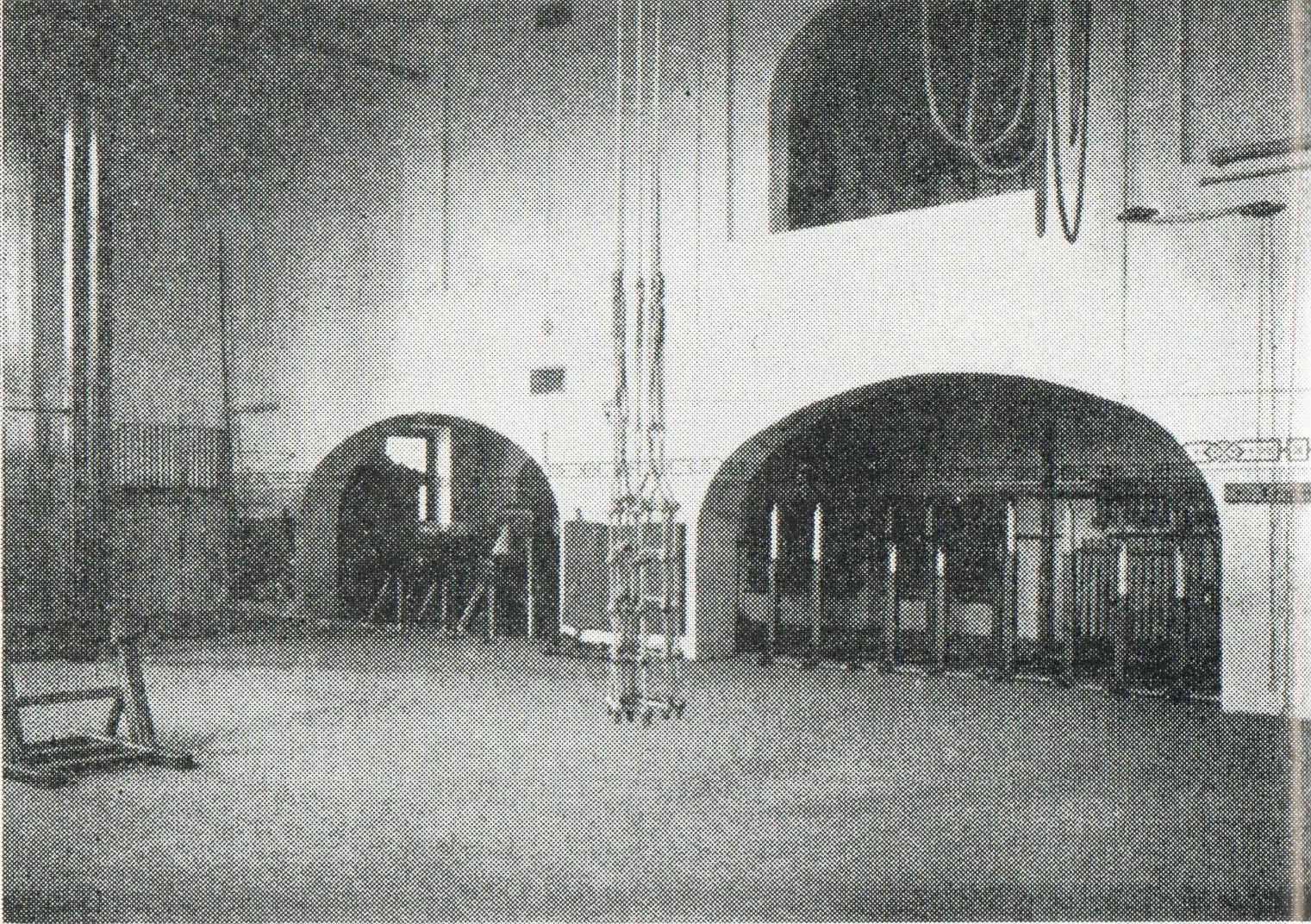
Die Turnhalle kurz nach der Eröffnung (um 1906)

Die Turnhalle befindet sich im Südflügel und erreicht eine Ausdehnung von 20 mal 10 Metern, die Deckenhöhe beträgt 7 Meter. Der Boden bestand aus Beton und war mit rohem Holz und darauf wiederum mit starkem Kork-Linoleum belegt. Die ursprüngliche Kapazität wurde mit 50 bis 75 gleichzeitig turnenden Schülern angegeben. Zugänge bestehen von der Haupttreppe und direkt vom Schulhof. Der Sportgeräteraum ist durch zwei große Korbbogenöffnungen mit der Turnhalle verbunden. Die originale Ausstattung lieferte seinerzeit die Turngerätefabrik Oswald Faber in Leipzig-Paunsdorf. Über dem Geräterum liegt eine Galerie mit einer ebenfalls korbbogigen Öffnung. Zur Wandgestaltung kam ein gemalter umlaufender Fries zur Ausführung. Im Schuljahr 1910/11 erhielt die Turnhalle eine Holzverkleidung und 1927 einen neuen Stabholzfußboden als Ersatz für das verschlissene Linoleum. Eine grundlegende Sanierung und Modernisierung erfolgte 1993 und 1994.
Zur Eröffnung erhielt das Gymnasium als Schenkung ein in Öl gemaltes lebensgroßes Bildnis Friedrich Ludwig Jahns, das in der Turnhalle aufgehängt wurde. Geschaffen wurde es von dem ehemaligen Schüler Paul Dammschneider, der zu dieser Zeit an der Kunstschule zu Dresden studierte. Ein weiteres kleines Jahnbild, angefertigt von einem Turnlehrer der Schule, schmückte das Umkleidezimmer.

#### Aula

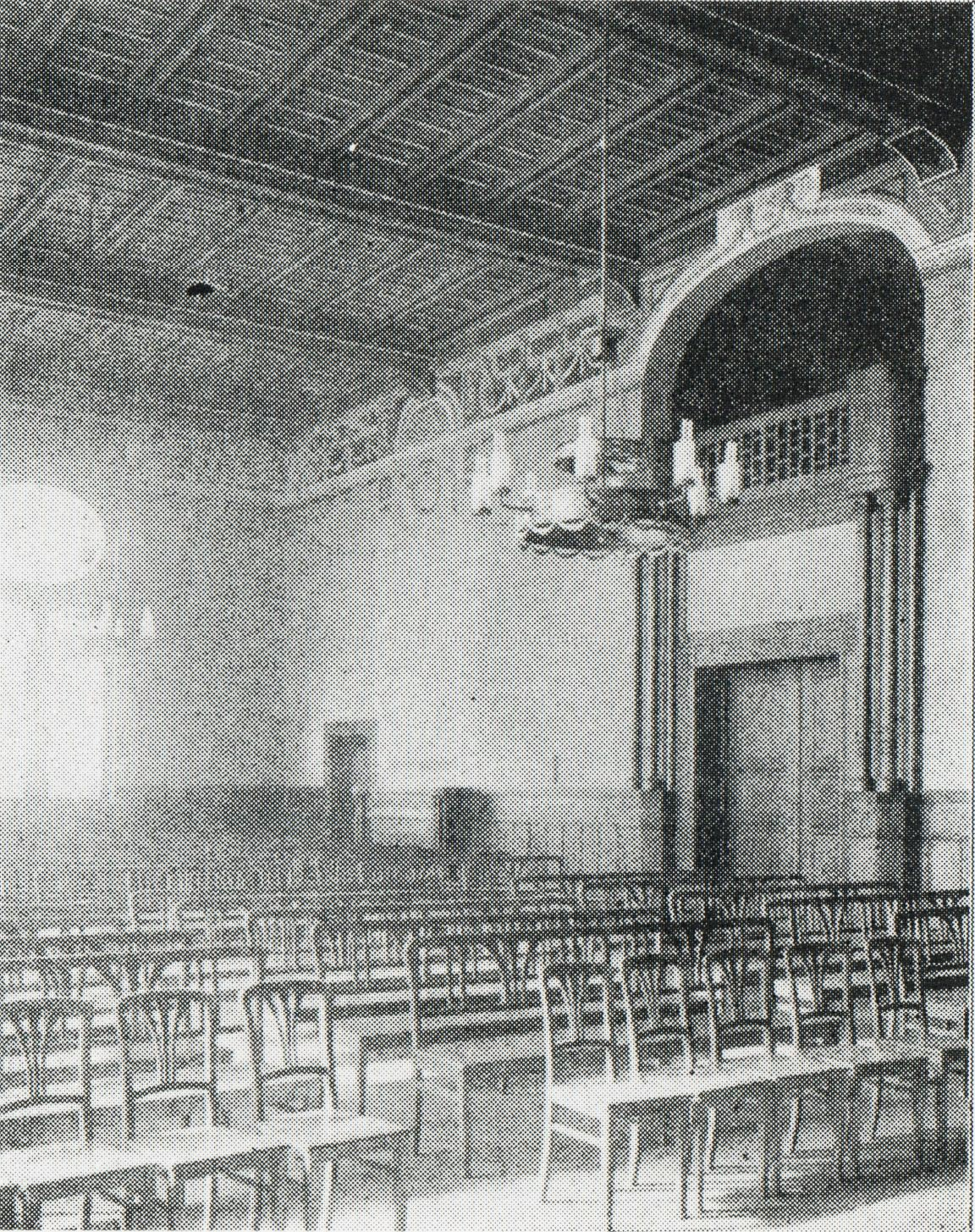
Die Aula bei Eröffnung des Gymnasiums (um 1906)
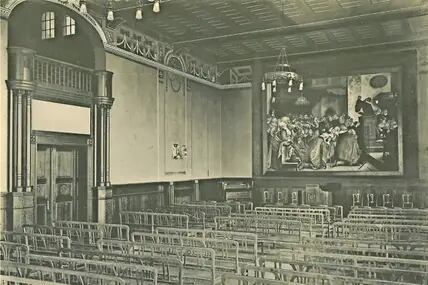
Die Aula mit dem Monumentalgemälde von Adolf Schlabitz (um 1907)

Die weist die gleichen Abmessungen wie die Turnhalle auf. Sie wird erreicht über den Haupteingang vom zentralen Treppenhaus sowie über eine Tür vom ehemaligen Warteraum des Direktorenzimmers aus. Der Fußboden besteht aus buchenem Stabparkett. Die heute weißen Wände waren ursprünglich blaugrau gestrichen und schlossen zur Decke hin mit mehrfarbigen Friesen ab. Den unteren Abschluss bildet eine umlaufende Holztäfelung aus dunkel gebeiztem Holz. Die Heizkörper sind mit Metallgitterwerk verblendet. Die zweiflügelige Haupteingangstür wird von schlanken Säulen flankiert, die einen angedeuteten Balkon tragen. Dessen korbbogige Öffnung wurde später durch eine Fensterfront mit Tür geschlossen. Die Kassettendecke aus amerikanischer Pechkiefer besteht aus profilierten starken Balken, die auf verzierten kräftigen Konsolen ruhen, und dezenteren Rippen. Die ursprüngliche Ausstattung, bestehend aus Stühlen und fünfsitzigen Bänken in Jugendstilformen sowie einem Rednerpult aus Ahorn mit Einlegearbeiten, sind über die Zeit verloren gegangen. Die Fenster bestanden ursprünglich aus in Blei gefasstem bemalten Glas und wurden später durch moderne Fenster in historisierender Gestaltung ersetzt. Beleuchtet wird die Aula mittels zweier zwölfflammiger Kronleuchter. 1924 erhielt die Aula eine Bühne. Zur Ausstattung gehört heute ein Konzertflügel, der unter anderem bei der Stunde der Musik erklingt.

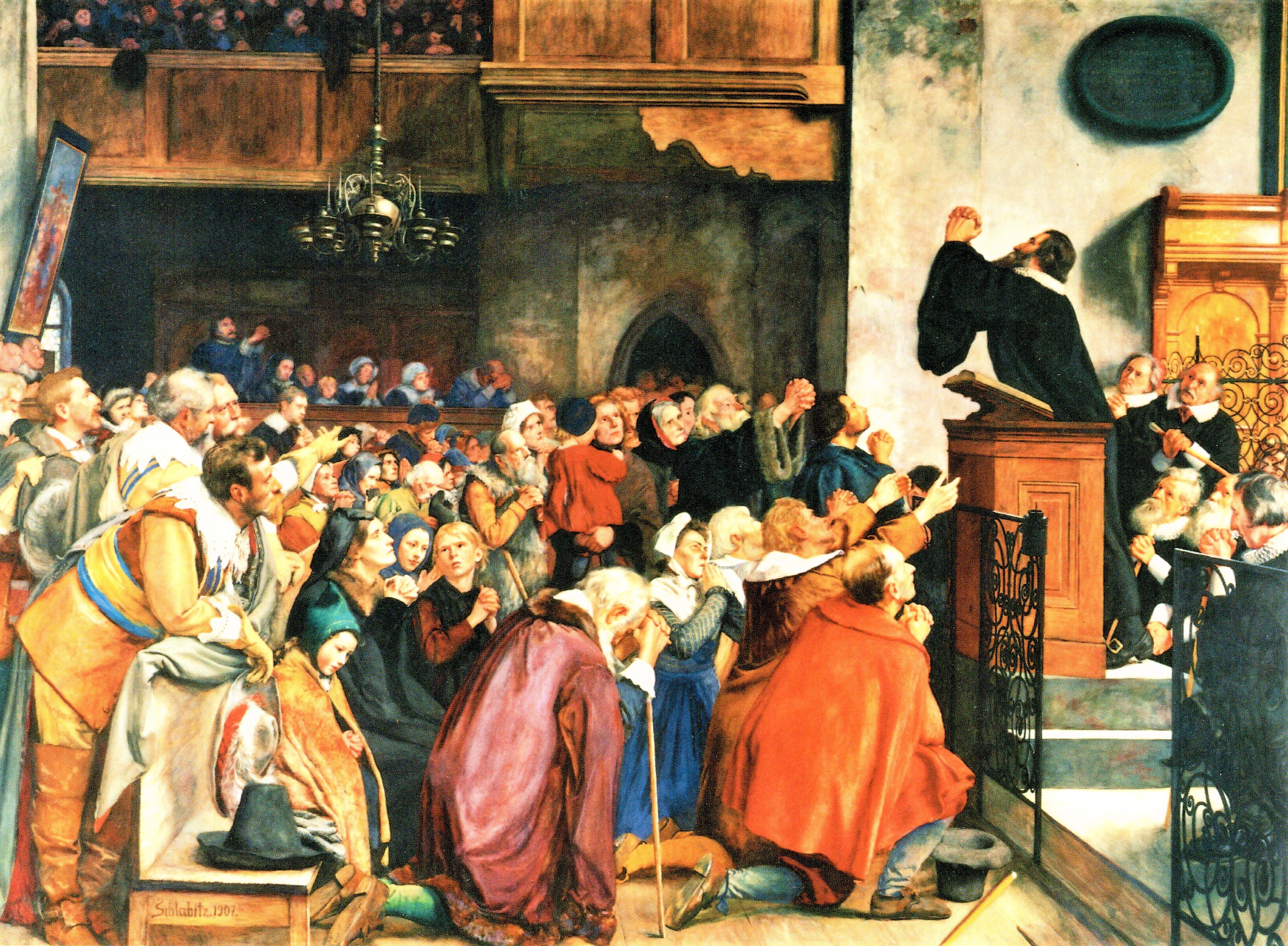
Martin Rinckarts Bittgottesdienst von Adolf Schlabitz (1907)
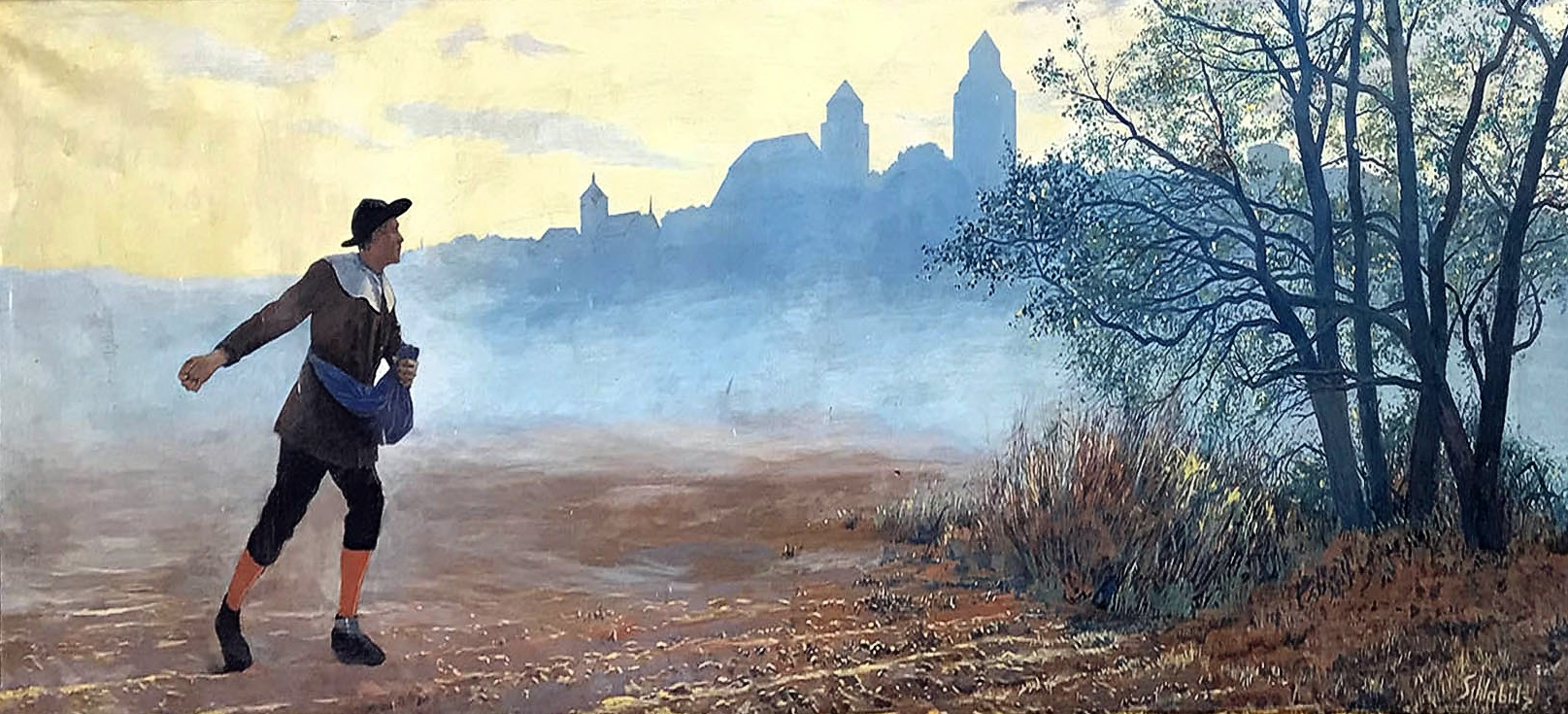
Säemann, wohl fälschlich Adolf Schlabitz zugeschrieben (1909)

Für das Gemälde, das heute die Bühnenwand ausfüllt, lobte die Stadt nach Fertigstellung der Aula und unter finanzieller Beihilfe des Grafen Richard zu Eulenburg einen Wettbewerb aus. Unter anderem hatten Otto Heinrich Engel und Josse Goossens Entwürfe eingesandt, die sich heute in der Sammlung des Stadtmuseums Eilenburg befinden. Den Auftrag durch die Stadtverordnetenversammlung erhielt schließlich der Berliner Kunstprofessor Adolf Schlabitz. Sein Monumentalgemälde, das den Bittgottesdienst Martin Rinckarts 1639 in der Nikolaikirche zeigt, wurde 1907 fertiggestellt. Es misst rund 24 Quadratmeter (ca. 4 mal 6 Meter). Schlabitz porträtierte für das Bild mehrere Bürger Eilenburgs und nutzte diese Arbeiten als Schablone für die Gesichter der Gottesdienstbesucher. Auch Gustav II. Adolf und Kaiser Wilhelm II. als Patronus der evangelischen Kirche in Deutschland dienten als Vorlage für Teilnehmer der Szenerie. Im Zweiten Weltkrieg wurde es durch Granatsplitter beschädigt. Eine umfassende Restaurierung des Gemäldes geschah 1993 auf Initiative des Kölner Architekten Holzhauer, der auch die Kosten dafür übernahm. Ausgeführt wurden die Arbeiten von zwei Kunstmalern aus Krakau.
1909 fertigte der als Vertretung am Gymnasium tätige Zeichenlehrer Diehl ein Gemälde für die Aula an, das über der Eingangstür angebracht wurde. Das Bild zeigt einen Säemann vor der Kulisse des Eilenburger Schlosses. Für die Kosten kam ein Fabrikant namens Marquardt auf. Das Bild ist heute mit Schlabitz signiert, was im Widerspruch steht zur in der Schulchronik niedergeschriebenen Provenienz. Möglicherweise handelt es sich um eine spätere fälschliche Zuschreibung. Eine Restaurierung, in deren Rahmen das Bild gereinigt und Schadstellen in der Leinwand repariert wurden, fand 2019 statt. Die Kosten dafür beliefen sich auf 3.500 Euro.

#### Direktorenzimmer

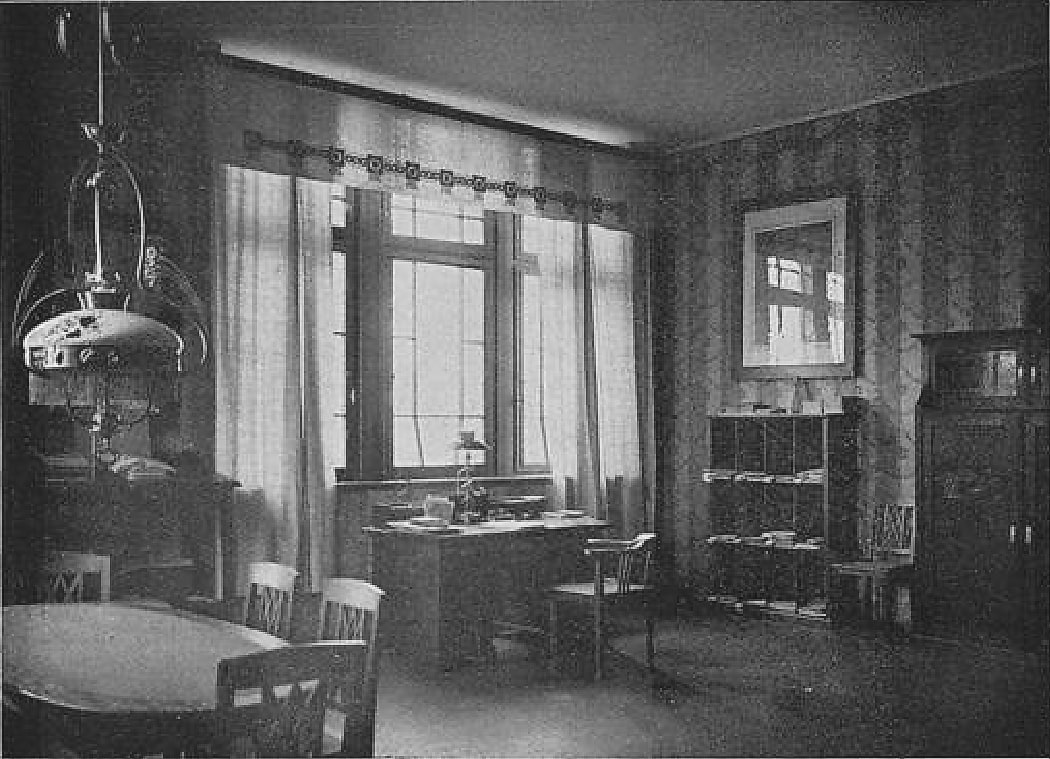
Direktorenzimmer (1906)
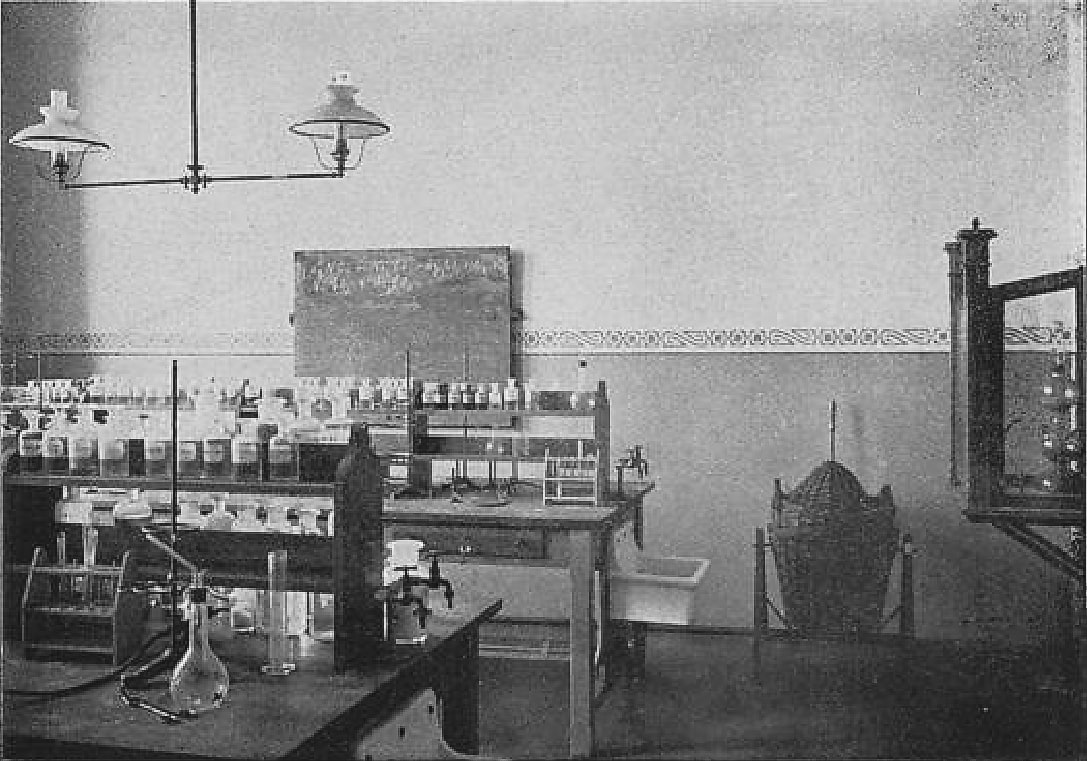
Chemie-Laboratorium (1906)

Am südlichen Ende des Flures im ersten Obergeschoss befand sich das Direktorenzimmer. Es war erreichbar über einen kleineren Warteraum, über den zudem ein Zugang zur Aula hergestellt wurde. Das ursprüngliche Mobiliar, unter anderem ein Schreibtisch, ein Stehpult, ein Aktenschrank, ein Salontisch und eine gepolsterte Bank, bestand aus geräucherter Eiche. Ein Bildnis Kaiser Wilhelms II. sowie ein Fahnenschrank und eine Uhr erhielt die Schule als Schenkung zur Eröffnung.

#### Klassenzimmer
Das Gebäude nahm zehn Klassenzimmer auf. Die Bänke in diesen Zimmern standen ursprünglich auf Schienen; in den unteren und mittleren Klassen gab es Klappsitze, in den oberen Klassen feste Sitze und etwas mehr Distanz zwischen den Bänken. Darüber hinaus gab es einen Zeichensaal, einen Singesaal sowie Fachkabinette für Physik und Chemie, jeweils bestehend aus einem Auditorium, einem Vorbereitungszimmer sowie ein Sammlungszimmer für Physik bzw. ein Laboratorium für den praktischen Chemieunterricht mit 16 Arbeitsplätzen. Die Ausstattung der Kabinette stammte von der renommierten Firma Max Kohl aus Chemnitz.

#### Weitere Räume
An weiteren Räumen bestand im Erdgeschoss die Bibliothek mit einem sich anschließenden Lesezimmer, das Lehrerzimmer mit einer Ausstattung in altmahagoni, einem benachbarten Lehrersprech- und Arbeitszimmer sowie einem Naturalienkabinett und einem Klassenzimmer für den naturkundlichen Unterricht. Im Obergeschoss gab es ein großes Lehrmittelzimmer. Im Untergeschoss befanden sich neben den Wohnräumen des Kastellans eine vollausgestattete Werkstatt, zunächst auch ein Gasmotor mit Dynamo zur Stromerzeugung für den Physik- und Chemieunterricht (der Anschluss an das Stromnetz erfolgte erst 1910), die Heizungsanlage, anfangs eine Niederdruck-Dampfheizung, sowie Kohlenräume.

### Außenbereiche

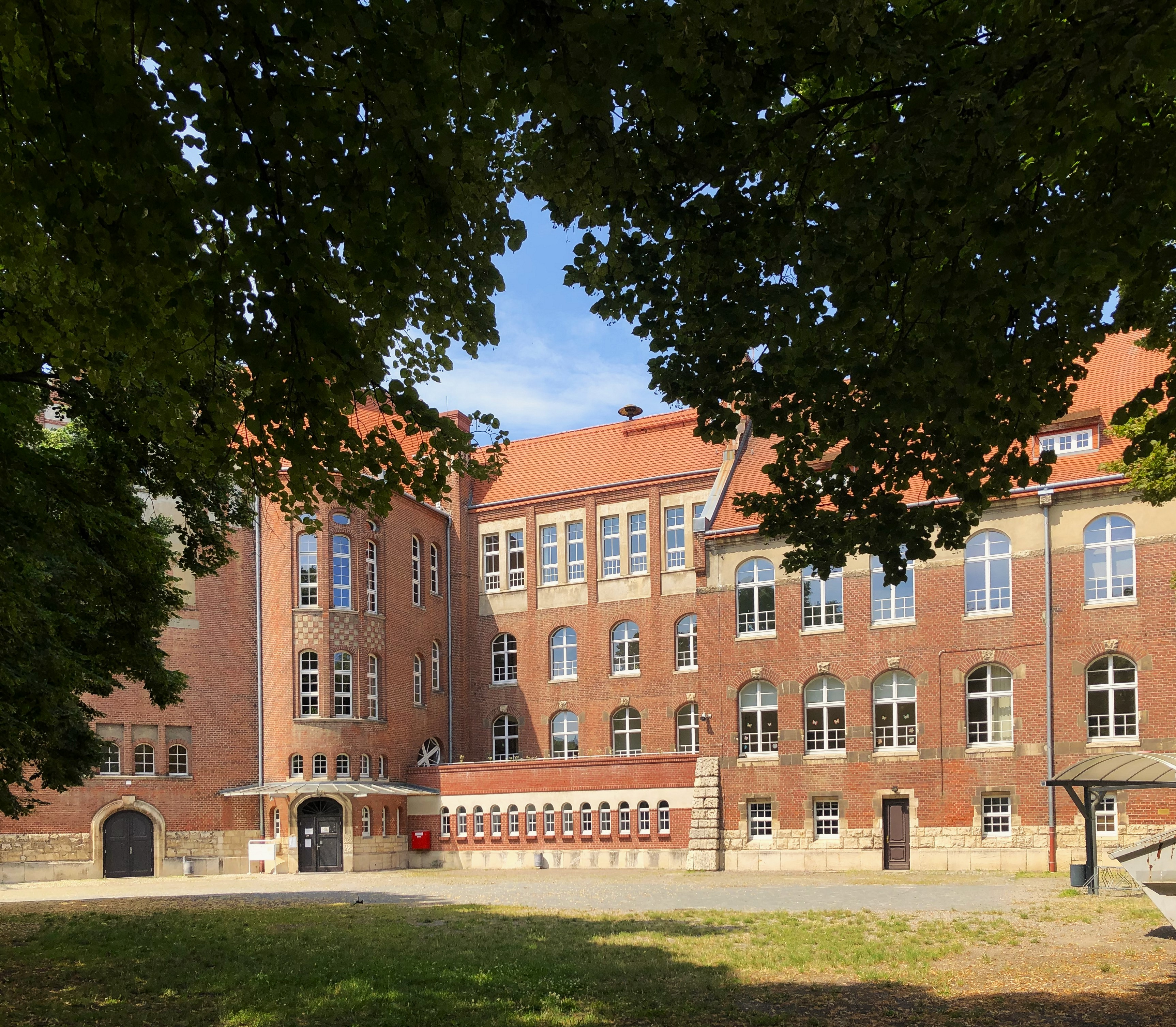
Schulhof (2021)

Das Schulgebäude ist eingebettet in eine öffentliche Parkanlage. Hier befindet sich dem Schulgebäude südwestlich vorgelagert ein kleines Rondell mit einer dreistufig aufgebauten Blumenschale aus Betongussstein. Das Zierelement wurde um 1910 aufgestellt und ist Teil des Kulturdenkmals. An der Ecke von Gustav-Raute- und Wilhelm-Raabe-Straße befindet sich der Schulhof. Dieser besitzt eine Einfriedung aus schmiedeeisernen Zaunfeldern auf einer niedrigen Klinkermauer. Die Torpfeiler der Hofeinfahrt sind mit Sandsteinbekrönungen ausgeführt. Im Schulhof befindet sich eine Sonnenuhr auf einem Klinkersockel.
Zur Eröffnung nutzte das Gymnasium eine gegenüberliegende Wiese als „Spielplatz“. 1953 wurde auf dem Gelände der ehemaligen Maschinenfabrik Monski ein Schulgarten angelegt.